# Phare de Howth
Le phare de Howth est un phare situé sur la péninsule de Howth Head et marque l'entrée du port de Howth, en mer d'Irlande au nord de Dublin (Irlande).
Le premier, inactif, a été géré par les Commissioners of Irish Lights. Le second est sous l'autorité portuaire de Dublin (Dublin Port Company).

## Histoire

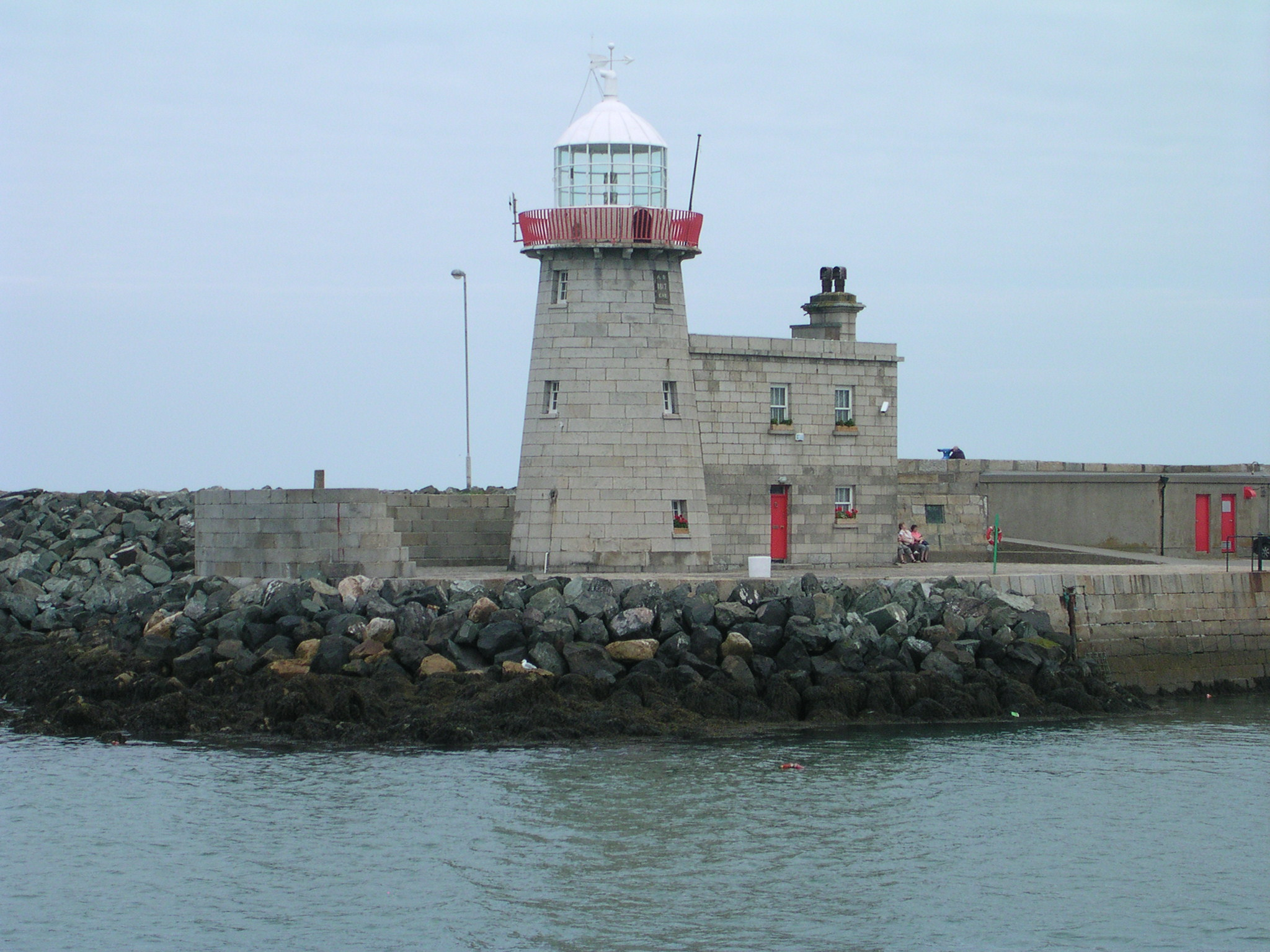
Phare ancien du port de Howth

### 1reépoque

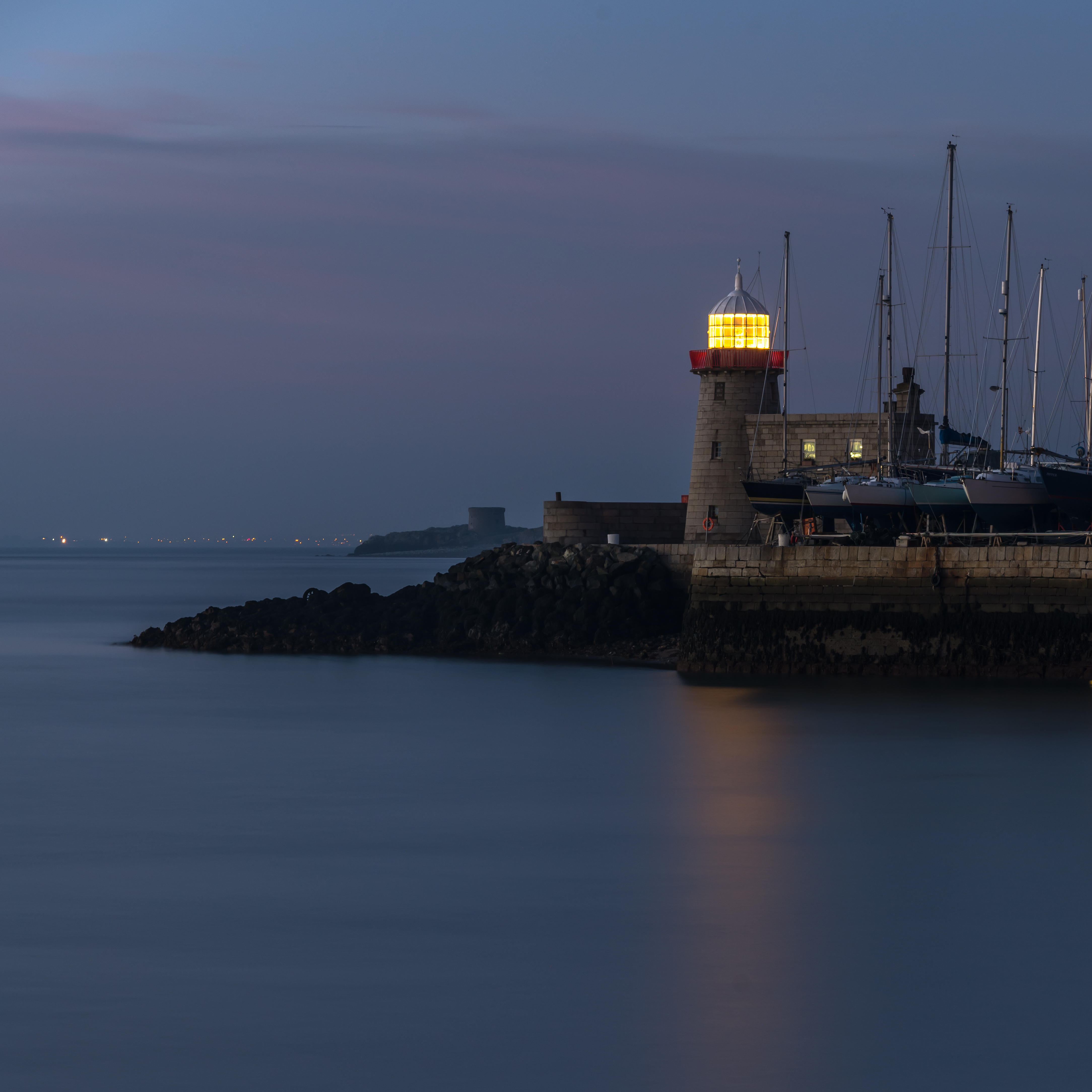
Le premier phare de Howth. Mars 2021.

Le phare du port de Howth  a été construit en 1817-1818. Il a été géré par les Commissioners of Irish Lights jusqu'en 1982. Il a été édifié sur une ancienne position d'artillerie qui était accessible par une digue semi-circulaire en pierre. Il servait à la navigation des bateaux entre le port et celui de Holyhead à Anglesey (Pays de Galles).
La tour en pierre ronde de 10 m de hauteur, accolée à un petit batiment de 2 étages également en pierre, avec une lanterne peinte en blanc et une galerie peinte en rouge. Le phare a été électrifié en 1950. Le bâtiment est désormais une attraction touristique.

### 2eépoque

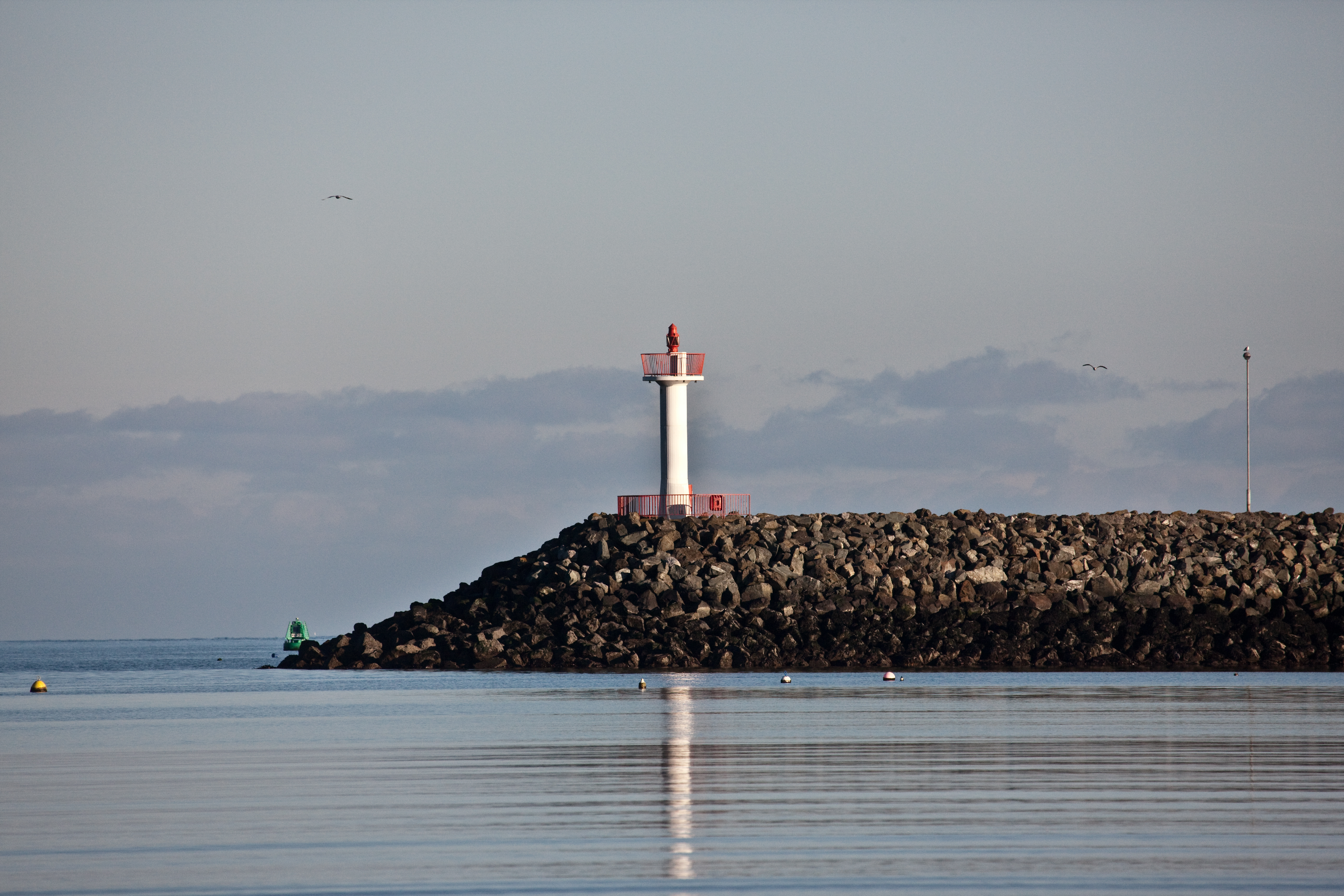
Nouveau feu de Howth

Depuis 1982, le vieux phare est inactif et il est remplacé par une tour cylindrique de 10 m, peinte en blanc, avec une lanterne et une galerie peintes en rouge. Il est géré directement par l'autorité portuaire de Dublin.
Il est localisé à la fin de la jetée est du Port de Howth, sur un éperon de rochers devant le vieux phare. Le site est accessible mais la tour est fermée.
Il émet deux flashs tous les 7.5 s, un blanc dans l'entrée du port, un rouge dans les autres directions.